# Kermes
Kermes (von persisch/arabisch qirmiz), auch unechtes Karmin, ist ein aus Schildläusen gewonnener roter Farbstoff. Hauptbestandteil ist die Kermessäure.
Mitunter werden auch der aus Kermesbeeren gewonnene rote Farbstoff oder anorganische mineralische Farbpigmente auf Antimon-Basis (siehe Kermesit) als Kermes (bzw. Mineralkermes, ein bei Paracelsus auch als quinta essentia antimonii vorkommendes Gemenge von Antimonsulfid und Kaliumpyroantimonat, das im 18. Jahrhundert als poudre des chartreux bekannt war, bzw. als durch Zusammenschmelzen von rohem Spießglanz mit Weinstein und Auslaugen der Schmelze mit kochendem Wasser als beim Abkühlen als roter Niederschlag entstehender Kermes wie er auch bei Conrad Gessner 1552 zubereitet wird) bezeichnet.
Weitere mit dem Kermes verwandte Insektenfarbstoffe sind das echte Karmin aus der in Mittel- und Südamerika beheimateten Cochenilleschildlaus, der Lac Dye aus der indischen Lackschildlaus, die Polnische Cochenille (auch Wurzelkermes oder Johannisblut) aus der Polnischen Karminschildlaus, sowie die Armenische Cochenille aus der Schildlaus Porphyrophora hameli.

## Vorkommen und Gewinnung

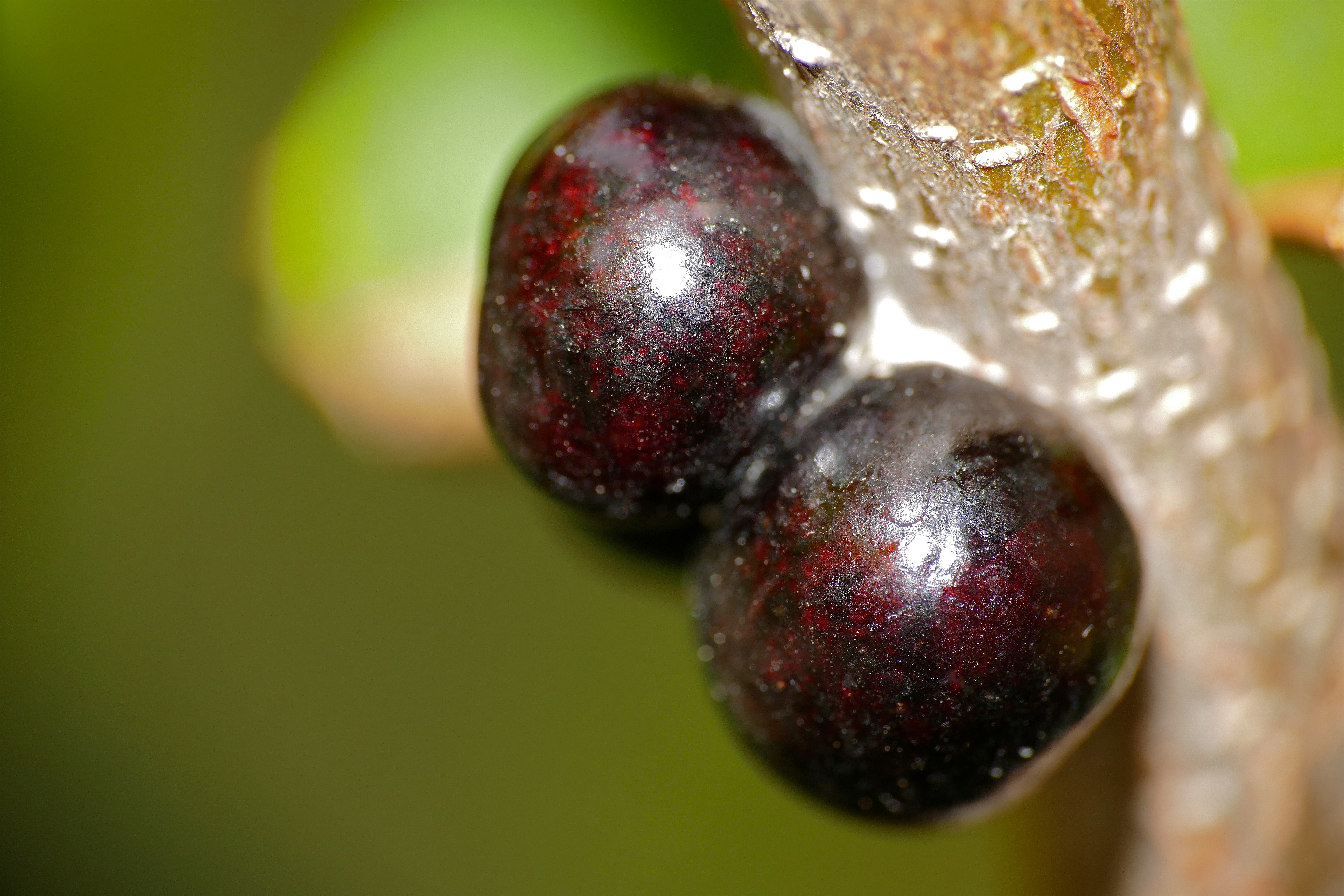
Schildläuse Kermes ilicis

Kermes wird aus den getrockneten weiblichen Kermes-Schildläusen (Kermes vermilio) gewonnen, die im südlichen und westlichen Mittelmeerraum als Schmarotzer auf den Kermes-Eichen (Quercus coccifera) vorkommen, sowie einer weiteren Schildlausart, Kermes ilicis, die auf Stein-Eichen (Quercus ilex) im Orient und der östlichen Mittelmeerregion zu finden ist. Aufgrund ihres Aussehens wurden die rundlichen Läuse früher für Beeren gehalten. Die weiblichen Schildläuse saugen sich nach der Paarung auf den Blättern der Pflanze fest. Sie nehmen eine kugelförmige Gestalt an und legen ihre Eier in einem weißlichen Belag auf die Blätter. Nach dem Absterben der Weibchen verbleiben die Körperhüllen als schützender Schild über den Eiern. Diese Hüllen werden abgesammelt und getrocknet.

## Geschichte
Textilfunde aus einem späthallstattzeitlichen Fürstengrab zeigen, dass die Kermes-Färberei bereits in prähistorischer Zeit bekannt war. Die Verwendung des Scharlachfarbstoffs war im antiken Griechenland und Rom als eine etwas günstigere Alternative zu dem kostbaren Purpur aus der Purpurschnecke geläufig. Im Frühmittelalter war Venedig das Haupthandelszentrum für Kermes. Der Farbstoff wurde von Papst Paul II. 1465 als Ersatz für den echten Purpur zur Färbung der Kardinalskleidung bestimmt. Ab 1530 wurde mit dem Import des mexikanischen echten Karmins, das einen deutlich höheren Farbstoffgehalt aufweist, die Verwendung von Kermes verdrängt.